# Indian Premier League
Indian Premier League (IPL) je profesionalna muška kriket liga, u kojoj se natječe deset timova iz deset indijskih gradova. Ligu je osnovao Odbor za kontrolu kriketa u Indiji (BCCI) 2007. godine. Obično se održava između ožujka i svibnja svake godine i ima ekskluzivni izlog u programu ICC Future Tours.
IPL je najposjećenija kriket liga na svijetu, a 2014. godine bila je šesta po prosječnoj posjećenosti među svim sportskim ligama. Godine 2010. IPL je postao prvi sportski događaj na svijetu koji se prenosi uživo na YouTubeu. Vrijednost robne marke IPL-a u 2019. bila je US$ 6.3 billion, prema Duff &amp; Phelpsu . Prema BCCI-ju, sezona IPL-a 2015. pridonijela je $150 milijuna BDP- u indijskog gospodarstva . IPL sezona 2020. postavila je ogroman rekord gledanosti s 31,57 milijuna prosječnih pojavljivanja i s ukupnim povećanjem potrošnje od 23 posto u odnosu na sezonu 2019.
Prošlo je četrnaest sezona IPL turnira. Trenutni nositelji IPL naslova su Chennai Super Kings, koji su pobijedili u sezoni 2021 . Mjesto održavanja sezone 2020. premješteno je zbog pandemije COVID-19, a utakmice su se igrale u Ujedinjenim Arapskim Emiratima .